# Charles DuBois-Melly
Charles DuBois-Melly (* 5. Mai 1821 in Genf; † 1. Juli 1905 in Plainpalais) war ein Schweizer Maler.

## Leben und Wirken

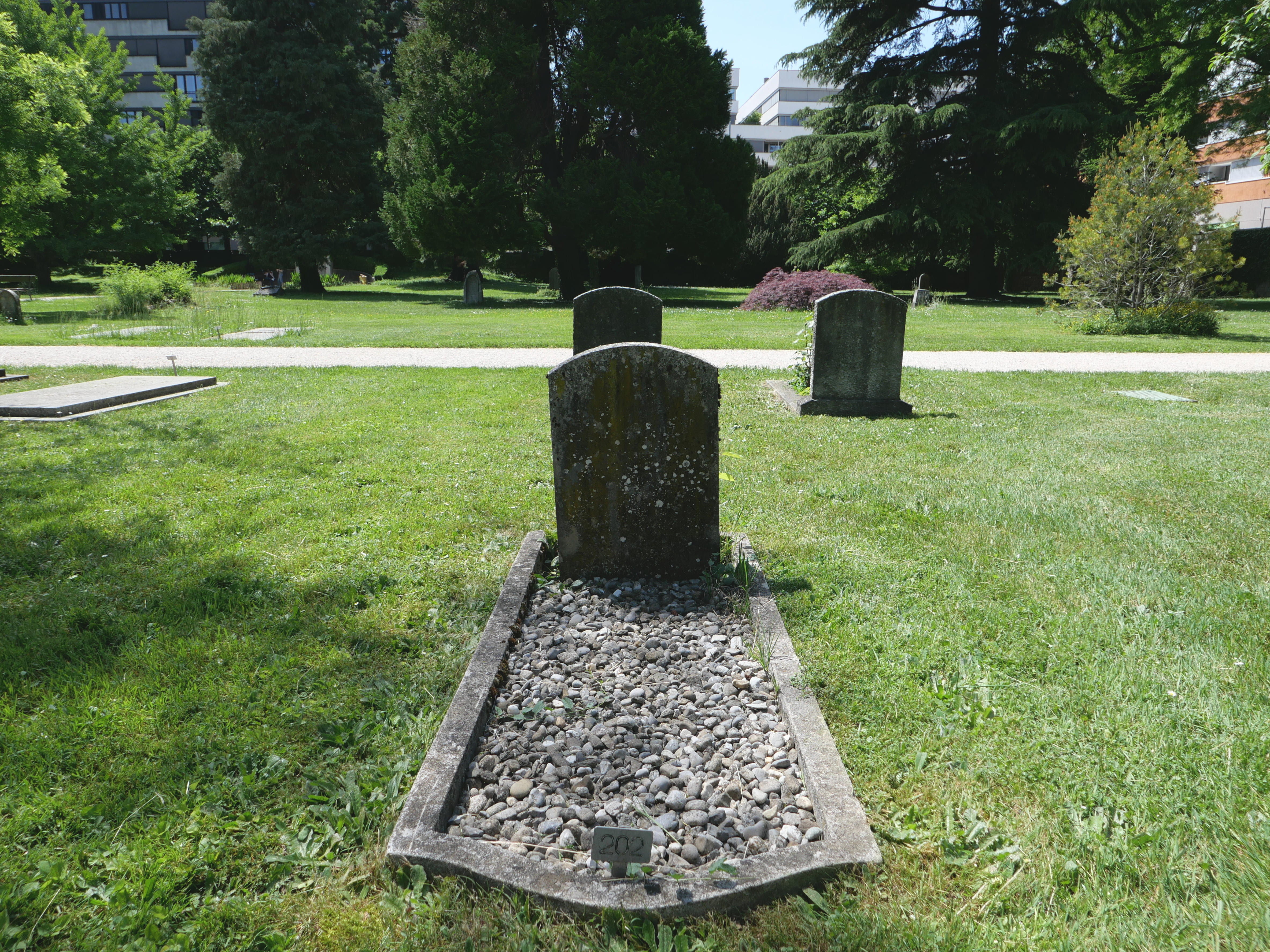
Das Grab von DuBois-Melly und seiner Frau Charlotte Marie Melly auf dem Cimetière des Rois in Genf

Dubois-Melly lernte die Malerei im Atelier seines Vaters Jean DuBois; später lernte er die Malerei bei Alexandre Calame. Nach seinem Aufenthalt in Rom 1850 bis 1851 widmete er sich dem Studium der Geschichte und verfasste historische Arbeiten und Romane. 

## Schriften
- Histoire anecdotique et diplomatique du traité de Turin entre la Cour de Sardaigne et la ville de Genève 1754. Genf 1880.
- Nouvelles montagnards. 2. Aufl. Georg, Genf 1876.
- Voyages d'artiste en Italie. 1850–1875. Georg, Genf 1877.